# Soheil Vahedi
Soheil Vahedi (persisch سهیل واحدی, DMG Sohayl Vāḥidī; * 15. März 1989) ist ein iranischer Snookerspieler. Von 2017 bis 2021 spielte er vier Jahre als Profi auf der World Snooker Tour.

## Karriere

### Snooker
Bei den U21-Asienmeisterschaften 2008, 2009 und 2010 erreichte Soheil Vahedi das Viertelfinale. Bei der Amateurweltmeisterschaft 2008 zog er ins Halbfinale ein und unterlag dem Iren Colm Gilcreest mit 5:7. Im Juli 2009 schied er beim Snooker-Wettbewerb der World Games im Halbfinale gegen David Grace aus. Das Spiel um Bronze verlor er mit 2:3 gegen Mohammed Shehab. Wenige Tage später zog er ins Finale der U21-Weltmeisterschaft ein und unterlag dem Thailänder Noppon Saengkham nur knapp mit 8:9. Im Oktober 2013 erreichte er bei der 6-Red-Snooker-Weltmeisterschaft der IBSF das Achtelfinale und wenige Tage später beim IBSF World Team Cup sogar das Finale, das er zusammen mit Amir Sarkhosh gegen Muhammad Asif und Muhammad Sajjad aus Pakistan verlor. Vahedi und Sarkhosh feierten in den folgenden Jahren weitere Erfolge bei Mannschaftswettbewerben: nachdem sie 2015 und 2016 jeweils die Team-Asienmeisterschaft gewinnen konnten, siegten sie auch beim IBSF World Team Cup 2016. Kurz vor seinem ersten Mannschaftstitel 2015 hatte er bereits bei der 6-Red-Asienmeisterschaft seinen ersten internationalen Titel gewonnen. Dadurch durfte er an der 6-Red World Championship 2015, einem Einladungsturnier im Rahmen der Profitour 2015/16, teilnehmen; er schied allerdings bereits in der Vorrunde aus. Bei der Amateurweltmeisterschaft 2015 unterlag er im Achtelfinale dem Malteser Alex Borg mit 4:5. 2016 erreichte er bei der Asienmeisterschaft und bei der Six-Red-Asienmeisterschaft die Runde der letzten 16. Im November 2016 wurde Vahedi durch einen 8:1-Finalsieg gegen den Waliser Andrew Pagett Amateurweltmeister und qualifizierte sich damit für die folgenden beiden Spielzeiten der Profitour.
In seine erste Profisaison startete Vahedi mit einer 3:4-Auftaktniederlage gegen Sam Craigie beim Riga Masters 2017. Wenig später bildete er beim World Cup gemeinsam mit Hossein Vafaei das iranische Team, das das Viertelfinale erreichte. Bei den World Games im polnischen Breslau Breslau zog Vahedi durch Siege gegen Peter Francisco und Alexander Ursenbacher ins Halbfinale ein, in dem er dem späteren Turniersieger Kyren Wilson mit 0:3 unterlag. Im Spiel um Bronze setzte er sich gegen den Chinesen Xu Si mit 3:2 durch. Sein erster Sieg bei einem Ranglistenturnier gelang ihm bei den Indian Open 2017, als er den Weltranglistenneunzehnten Martin Gould mit 4:1 besiegte, bevor er dem Chinesen Zhang Anda in der Runde der letzten 64 mit 3:4 unterlag. Wenige Tage später gewann er den Asian Indoor & Martial Arts Games drei Medaillen. Während er beim Snookereinzel im Halbfinale gegen Zhao Xintong ausschied, verlor er beim 6-Red-Snookerwettbewerb das Finale gegen Yan Bingtao mit 1:5 und gewann beim Teamwettbewerb gemeinsam mit Hossein Vafaei und Amir Sarkhosh Gold. Im weiteren Saisonverlauf kam er bei vier Ranglistenturnieren über die erste Runde hinaus und erzielte sein bestes Ergebnis bei den Gibraltar Open 2018, als er im Sechzehntelfinale dem Top-32-Spieler Jack Lisowski mit 3:4 unterlag.
In der Spielzeit 2018/19 kam Vahedi lediglich dreimal über die Auftaktrunde hinaus. Nachdem er bei den Scottish Open 2018 und bei den Welsh Open 2019 in der zweiten Runde ausgeschieden war, gelangte er bei den Indian Open 2019 mit einem 4:3-Sieg gegen Robin Hull in die Runde der letzten 32, in der er sich dem Engländer Oliver Lines mit 3:4 geschlagen geben musste. Am Saisonende belegte er in der Weltrangliste den 103. Platz und verlor somit seinen Profistatus. Über die Q School gelang ihm jedoch die direkte Rückkehr auf die Tour, als er gleich beim ersten Turnier das Finale seiner Gruppe mit 4:2 gegen den Iren Ross Bulman gewann.
In seine dritte Profisaison startete Vahedi mit einem 4:0-Sieg gegen den Österreicher Andreas Ploner beim Riga Masters. Beim World Cup schied er gemeinsam mit Hossein Vafaei aus. Nachdem er bei den Northern Ireland Open in die zweite Runde gelangt war, blieb Vahedi bis zu den Welsh Open im Februar 2020 sieglos. Bei dem Turnier in Cardiff besiegte er unter anderem die Top-32-Spieler Thepchaiya Un-Nooh und Jack Lisowski und zog erstmals ins Achtelfinale eines Ranglistenturniers ein, in dem er sich jedoch Ronnie O’Sullivan mit 0:4 geschlagen geben musste. Auch bei den beiden folgenden Turnieren gewann Vahedi mindestens ein Spiel, so kam er beim Snooker Shoot-Out ins Sechzehntelfinale und bei den Gibraltar Open in die Runde der letzten 32. Bei der Qualifikation zur Weltmeisterschaft hingegen musste er wie in den beiden Vorjahren eine Auftaktniederlage hinnehmen.
In der ersten Hälfte der Saison 2020/21 gelang Vahedi lediglich ein Sieg, als er in der Qualifikation zum German Masters gegen David Grace gewann. Die zweite Saisonhälfte gestaltete sich erfolgreicher. Nachdem er bei der WST Pro Series unter anderem Mark Selby besiegt und mit fünf Siegen in sieben Spielen als Gruppendritter nur knapp die zweite Runde verpasst hatte, setzte er sich bei den Gibraltar Open unter anderem gegen den dreimaligen Weltmeister Mark Williams durch und erreichte das Achtelfinale, in dem er gegen Matthew Selt verlor. Bei der Qualifikation zur WM 2021 musste er sich, nachdem er zwischenzeitlich mit 4:1 und 5:2 geführt hatte, in der ersten Runde dem belgischen Amateur Julien Leclercq mit 5:6 geschlagen geben. In der Weltrangliste kam er am Saisonende auf den 99. Platz und verlor somit erneut seinen Profistatus.
Erneut versuchte er über die Q School auf die Profitour zurückzukehren. Er kam jedoch bei den drei Turnieren nicht über das Viertelfinale seiner Gruppe hinaus und verpasste somit die Rückkehr.

### English Billiards
Beim English-Billiards-Wettbewerb der Asian Indoor & Martial Arts Games 2013 schied er im Achtelfinale gegen den Vietnamesen Nguyen Thanh Long aus.

### Poolbillard
2011 erreichte Vahedi bei der 9-Ball-Weltmeisterschaft die Runde der letzten 64 und unterlag dort dem späteren Weltmeister Yukio Akakariyama mit 7:11. In den Jahren 2015 und 2016 nahm er an der Chinese 8-Ball World Championship teil, wobei er 2016 in der Runde der letzten 32 mit 10:13 gegen den damaligen Weltmeister und Weltranglistenersten Ko Pin-yi ausschied.

## Erfolge
Einzel
| Ergebnis               | Jahr   | Turnier                         | Finalgegner          | Endstand |
| ---------------------- | ------ | ------------------------------- | -------------------- | -------- |
| Amateurturniere        |        |                                 |                      |          |
| Finalist               | 2009   | U21-Weltmeisterschaft           | Noppon Saengkham     | 8:9      |
| Sieger                 | 2015   | 6-Red-Asienmeisterschaft        | Ehsan Heydari Nezhad | 7:4      |
| Sieger                 | 2016   | IBSF-Weltmeisterschaft          | Andrew Pagett        | 8:1      |
| Finalist               | 2017   | Asian IMA Games – 6-Red-Snooker | Yan Bingtao          | 1:5      |
| Qualifikationsturniere |        |                                 |                      |          |
| Sieger                 | 2019/1 | Q School                        | Ross Bulman          | 4:2      |

Mannschaft
| Ausgang | Jahr | Turnier                              | Teampartner                  | Gegner im Finale                            | Endstand |
| ------- | ---- | ------------------------------------ | ---------------------------- | ------------------------------------------- | -------- |
| Zweiter | 2013 | IBSF World Team Cup                  | Amir Sarkhosh                | Muhammad Asif Muhammad Sajjad               | 3:5      |
| Sieger  | 2015 | ACBS-Team-Snooker-Asienmeisterschaft | Amir Sarkhosh                | Ali Gharaghouzlo Ehsan Heydari Nezhad       | 3:0      |
| Sieger  | 2016 | ACBS-Team-Snooker-Asienmeisterschaft | Amir Sarkhosh                | Aditya Mehta Manan Chandra                  | 3:2      |
| Sieger  | 2016 | IBSF World Team Cup                  | Amir Sarkhosh                | Chen Zifan Yuan Sijun                       | 5:2      |
| Sieger  | 2017 | Asian IMA Games                      | Hossein Vafaei Amir Sarkhosh | Ahmed Saif Ali Al Obaidli Khamis al Obaidli | 3:0      |